# 紅十月區

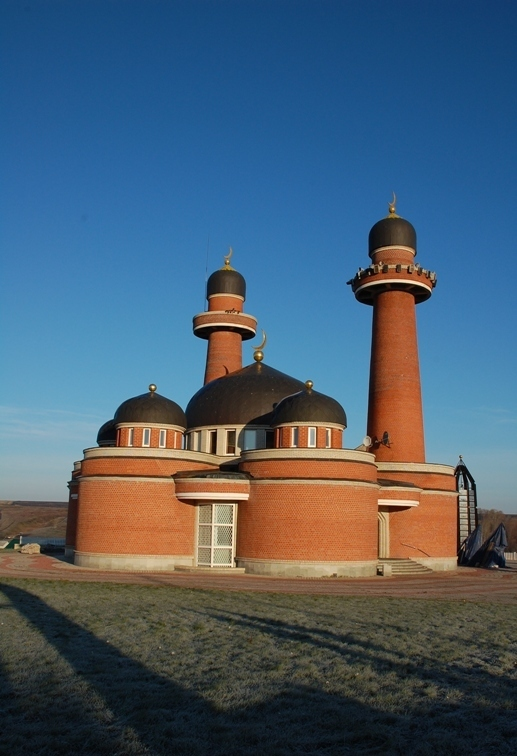

55°23′56″N 45°36′32″E / 55.39889°N 45.60889°E
紅十月區（俄语：Краснооктябрьский район）是俄羅斯的一個區，位於該國西部，由下諾夫哥羅德州負責管轄，始建於1929年，面積886.2平方公里，2010年人口11,729，人口密度每平方公里13.24人。